# Borsos Miklós (szobrász)

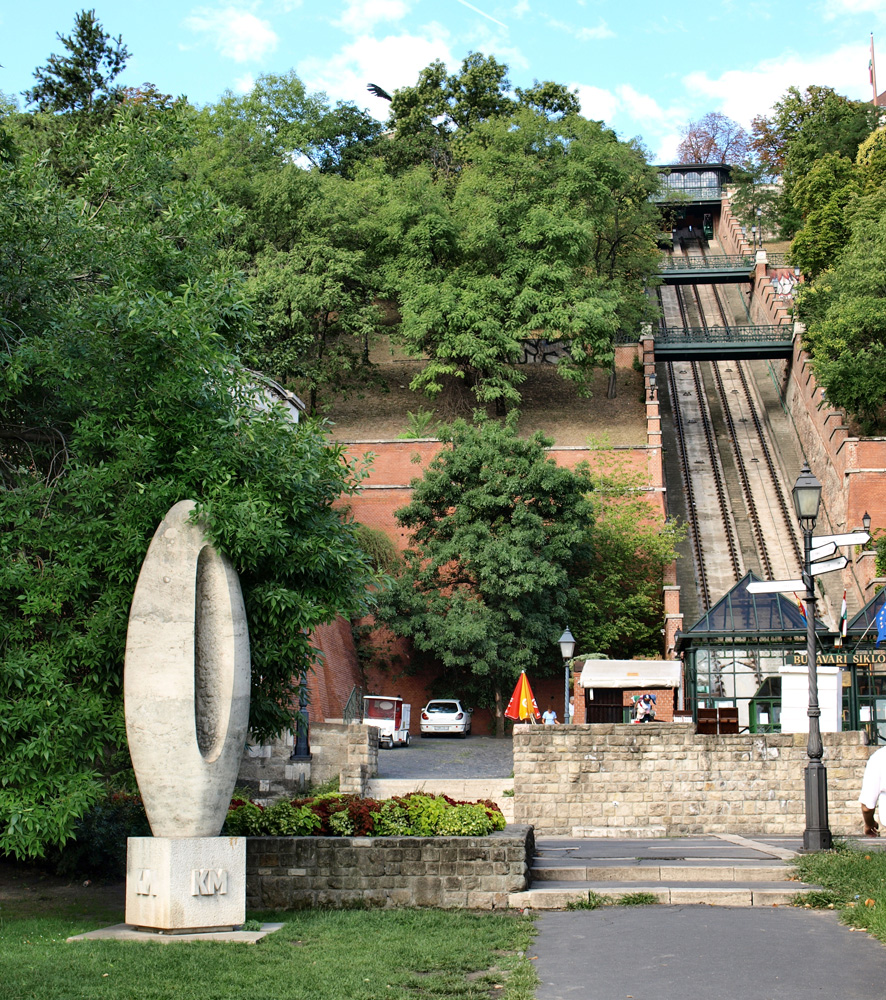
A „0” kilométerkő az Alagútnál

Borsos Miklós (Nagyszeben, 1906. augusztus 13. – Budapest, 1990. január 27.) magyar szobrász, éremművész, grafikus.

## Élete
Az erdélyi Nagyszeben városában látta meg a napvilágot 1906. augusztus 13-án.

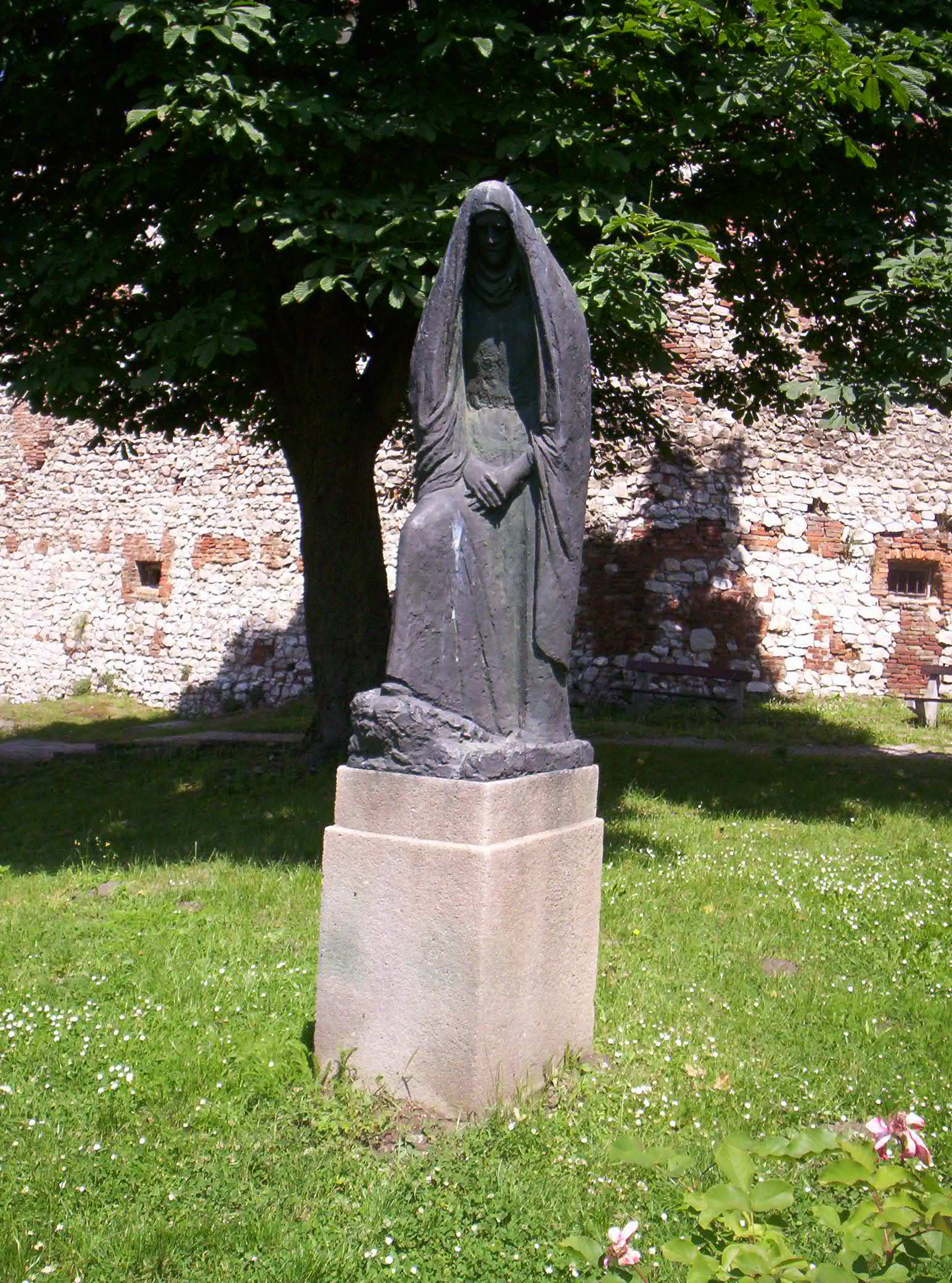
Kanizsai Dorottya szobra a siklósi vár előtt

Családja a román betörés elől 1916-ban Győrbe menekült.

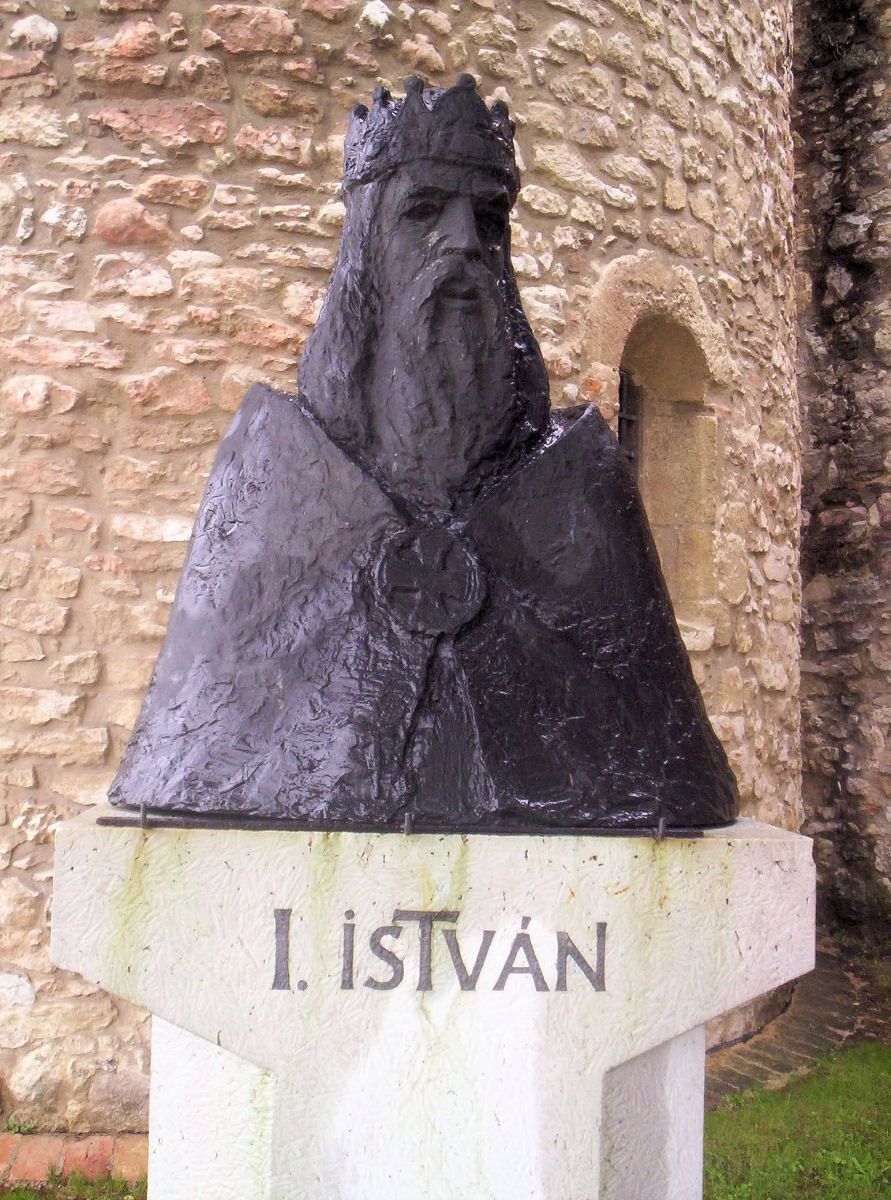
Szent István szobra a pécsváradi várnál

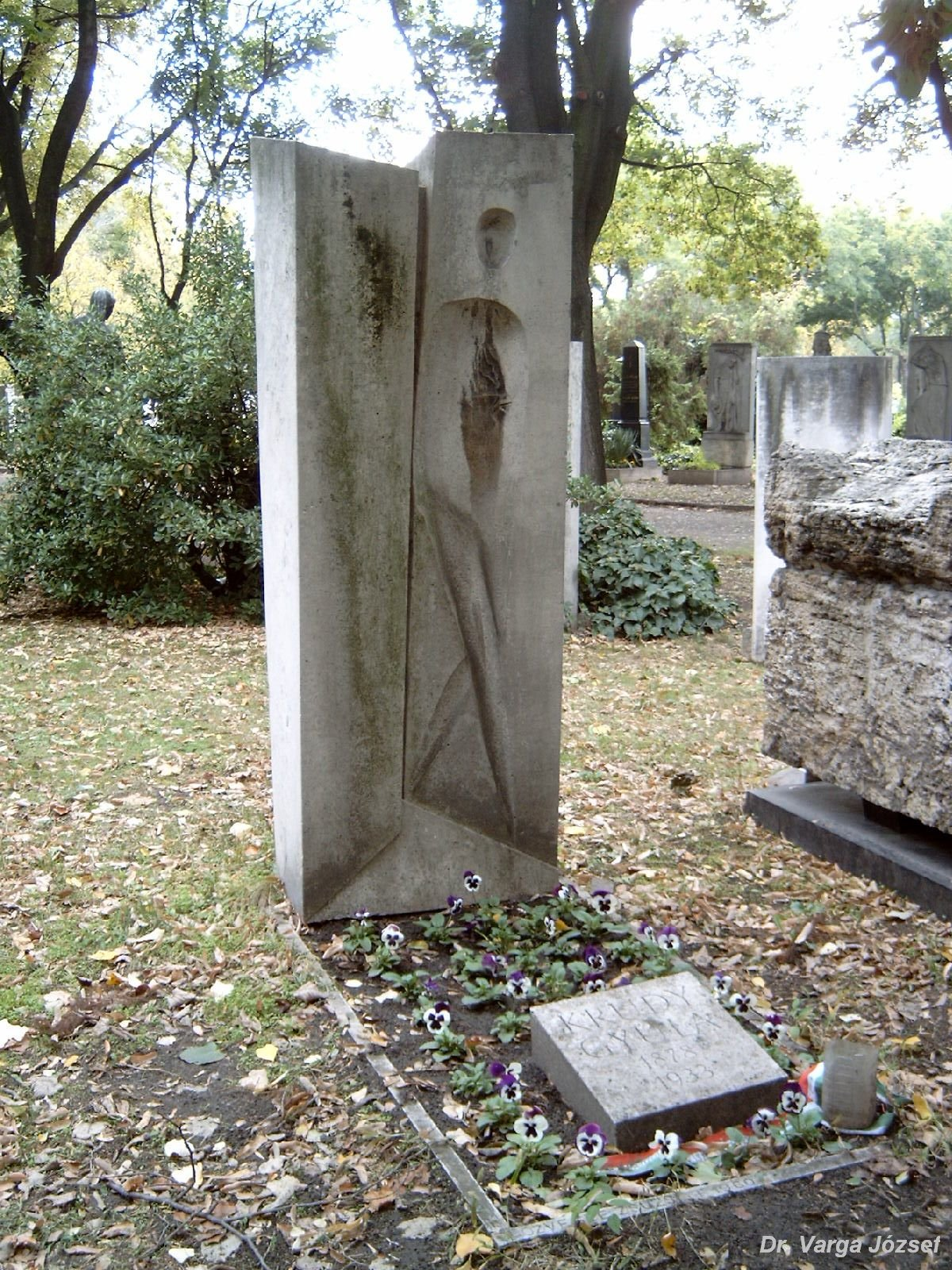
Krúdy Gyula sírja a Kerepesi temetőben.

Győrben, a helyi bencés gimnáziumban végezte tanulmányait, mialatt művészeti órákat is vett Pandur Józseftől és Békéssy Leótól is. 1922-ben családja végleg úgy döntött, hogy a városban telepednek le. Sikertelen főiskolai felvételije után Firenzébe utazott, ahol behatóan megismerkedhetett a reneszánsz művészettel. 1929-ben néhány hónapig hallgatója volt a Magyar Királyi Képzőművészeti Főiskolának, de abbahagyta tanulmányait és helyette barátjával, Pohárnok Zoltánnal inkább újabb vándorútra indult, ezúttal a francia Riviérára.
Festőként 1924-ben mutatkozott be először, egy győri kiállításon. 1932-ben a Nemzeti Szalon csoportkiállításán vett részt, utána több helyi kiállításon is, mígnem 1941-ben a Tamás Galériában rendezett tárlata feltűnően nagy sikert aratott. Hamarosan tagja lett a Képzőművészek Új Társaságának, megbízásokat kapott, műveit sorra vásárolták a gyűjtők. 1943-ban az Ernst Múzeumban szerepelt egy csoportos kiállításon Barcsay Jenővel, Dési Huber Istvánnal, Gadányi Jenővel és Pálffy Péterrel. 1945-ben beválasztották a Művészeti Tanácsba, s ezért a fővárosba költözött. 1946 és 1960 között az Iparművészeti Főiskola tanára volt, tanítványai közé tartozik Schrammel Imre is.

Oktatott, de mellette mindvégig cselekvő egyénisége maradt a kor művészeti életének. Számos tanulmányutat tett, amelyek egyikén találkozott Henry Moore-ral is.
1960-ban eltávolították az Iparművészeti Iskolából. 1971-ben, egy interjúban így fogalmazott Hegyi Bélának: „Ma már örülök annak, hogy eltávolítottak a főiskoláról. Soha nem készültek volna el azok a dolgaim, amikre ma büszke vagyok.”
1966-ban a velencei biennálén képviselte szobraival, domborításaival a magyar művészetet. Több száz könyvet illusztrált rézkarcaival, rajzaival, miközben 1968-ban a Győri Műcsarnokban, 1976-ban és 1986-ban pedig a Múzeumi Képtárban is volt önálló tárlata. 1976-ban a Magyar Nemzeti Galéria termeiben nyílt nagyszabású gyűjteményes kiállítása. 1979-ben a Győr városának ajándékozott műveiből, a Káptalandombon állandó kiállítás nyílt, és még ebben az évben a város díszpolgárává avatták. 1989-ben jelent meg a munkásságát bemutató reprezentatív kötet. Szerzője: L. Kovásznai Viktória művészettörténész. 84 éves korában érte a halál.

## Művészetéről
Borsos Miklós az úgynevezett "pannon szellem", azaz a latinos régi magyar kultúra képviselője, művészete  Illyés Gyula verseihez, Bernáth Aurél Balaton-sorozatához, Egry József panteisztikus periódusához hasonló művészetszemlélethez kapcsolódik. Műveiben a görög mitológia alakjai élednek újjá, szobrai Constantin Brâncuși formavilágának hazai megfelelője, rokona.

## Díjai, elismerései
- Munkácsy Mihály-díj (1954)
- Kossuth-díj (1957)
- Érdemes művész (1967)
- Kiváló művész (1972)
- Elnyerte Carrara város (Olaszország) szobrászati díját a Premio Carrarát
- Sopronban érmeivel az első Országos Érembiennálen nagydíjat (Ferenczy Béni-díj, 1977) nyert.
- Magyar Örökség díj (1997) /posztumusz/

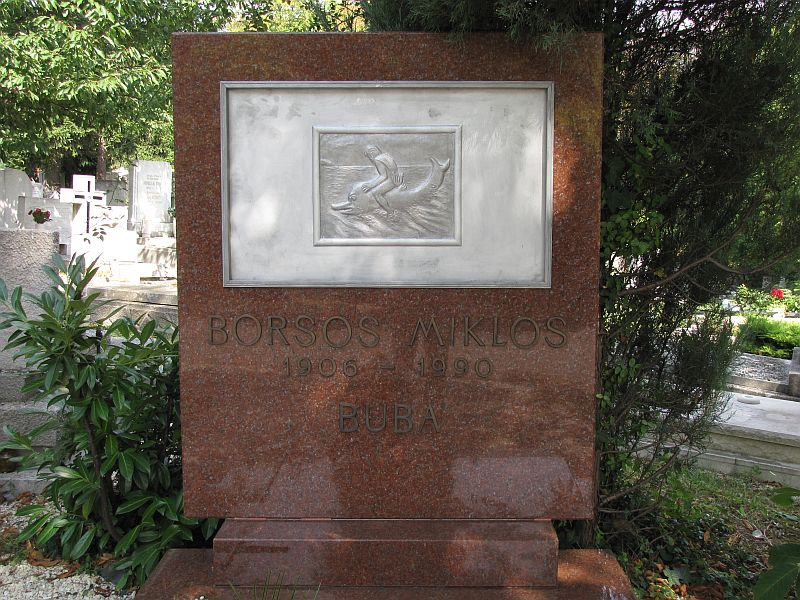
Borsos Miklós sírja. Farkasréti temető: 20/2-1-929/930. Kampfl József alkotása.

## Ismertebb művei, szobrai
Köztéren álló művei:

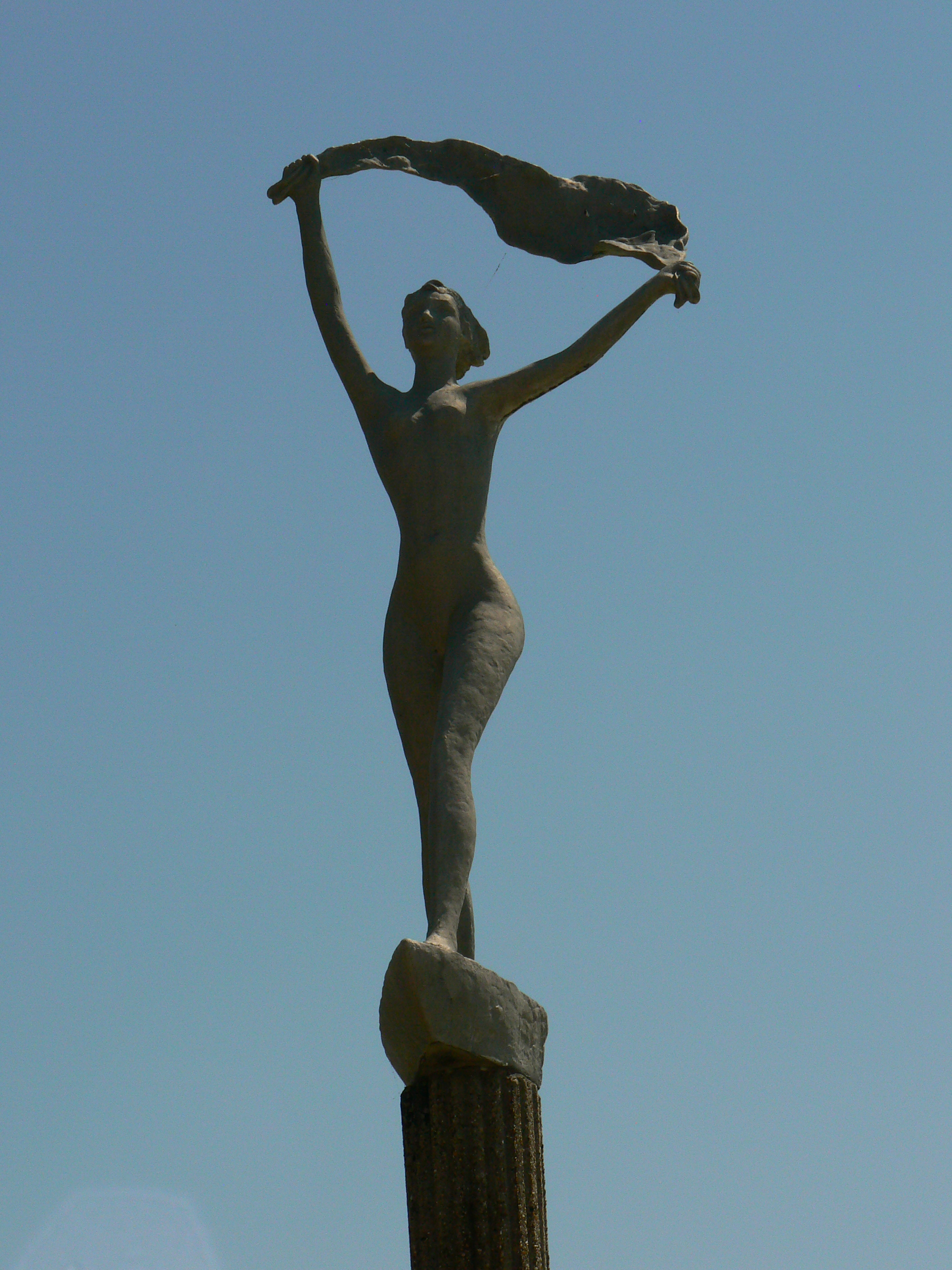
Balatoni szél - Balatonfüred

- Balatoni szél (Balatonfüred, 1958)
- Munkácsy Mihály (Békéscsaba, 1959)
- Nagy Balogh János, 1961 (Kerepesi temető 34/2-1-11)
- Bartók Béla mellszobra (Zalaegerszeg, 1962)
- Krúdy Gyula sírja, 1963 (Kerepesi temető 34/2-1-17)
- Anyaság - Semmelweis Ignác síremléke (Budapest, 1965)
- Szent István (Pécsvárad, 1969)
- Heltai Jenő síremléke, 1969 (Kerepesi temető 34/1-3. sarok)
- Thury György (Nagykanizsa, 1971)
- Kanizsai Dorottya (Siklós, 1972)
- Janus Pannonius (Pécs, 1972)
- Karinthy Frigyes sírja, 1972 (Kerepesi temető 41-1-35)
- Nulladik kilométerkő (Budapest, Clark Ádám tér, 1975) Fél évszázada avatták fel a hazai úthálózat kiindulópontját, a nullás kilométerkövet és
- Gilda - Gyurkovics Mária síremléke, 1977 Farkasréti temető: 25/10-11/12
- Liszt Ferenc (Szekszárd, 1981)
- Apolló - Ferencsik János síremléke, 1987 Farkasréti temető: 25/10-13/14
- Bartók Béla és családjának síremléke Budapesten, 1988 Farkasréti temető: 60/1-főút-9/12.
- Uzonyi Géza sírja (Kerepesi temető 41-1-47)

## Megjelent kötetei

### Írásai
- Visszanéztem félutamból (Budapest, 1971)
- Toronyból (Budapest, 1979)

### Rajzai
- Borsos Miklós rajzai (Budapest, 1985)
- Borsos Miklós vallomása 77 képben (Budapest, 1994)

## Kapcsolódó szócikk
- Koller Galéria